# Hydroptila friedeli
Hydroptila friedeli är en nattsländeart som beskrevs av Malicky 1972. Hydroptila friedeli ingår i släktet Hydroptila och familjen smånattsländor. Inga underarter finns listade i Catalogue of Life.